# بافل أرجييف
بافل فلاديميروفيتش أرجييف (بالروسية: Павел Владимирович Аргеев) (1 مارس 1887 – 30 أكتوبر 1922) كان طيارًا عسكريًا روسيًا وأحد أشهر الطيارين المقاتلين خلال الحرب العالمية الأولى، حيث خدم في كل من سلاح الطيران الروسي والقوات الجوية الفرنسية.

## حياته
وُلد أرجييف في يالوتوروفسك بالإمبراطورية الروسية، وبدأ خدمته العسكرية في الجيش الروسي، ثم انتقل لاحقًا إلى فرنسا بعد اندلاع الحرب العالمية الأولى. التحق بالقوات الجوية الفرنسية وأصبح واحدًا من الطيارين المتميزين، حيث سجل أكثر من 15 انتصارًا جويًا مؤكدًا.

## إنجازاته
نال أرجييف عدة أوسمة تقديرًا لشجاعته وبراعته القتالية، من أبرزها:
- وسام جوقة الشرف (فرنسا)

- وسام القديس جورج (روسيا)

- صليب الحرب (فرنسا)

## وفاته
توفي أرجييف في حادث طيران في كالكوتا (الهند البريطانية آنذاك) في 30 أكتوبر 1922 أثناء عمله كطيار مدني بعد الحرب.